# Фронхофен (Рајн-Хунсрик-Крајс)
Фронхофен (њем. Fronhofen) општина је у њемачкој савезној држави Рајна-Палатинат. Једно је од 134 општинска средишта округа Рајн-Хунсрик. Према процјени из 2010. у општини је живјело 199 становника. Посједује регионалну шифру (AGS) 7140039.

## Географски и демографски подаци
Фронхофен се налази у савезној држави Рајна-Палатинат у округу Рајн-Хунсрик. Општина се налази на надморској висини од 370-408 метара. Површина општине износи 3,7 km². У самом мјесту је, према процјени из 2010. године, живјело 199 становника. Просјечна густина становништва износи 54 становника/km².